# Socios y sabuesos
Turner & Hooch (también conocida como Socios y sabuesos) es una película de comedia estadounidense de 1989, dirigida por Roger Spottiswoode y protagonizada por Tom Hanks, Beasley, Mare Winningham, Craig T. Nelson y Reginald VelJohnson.

## Argumento
Scott Turner es un metódico investigador policial en la tranquila Cypress Beach, California, una aburrida localidad en la cual virtualmente no ocurren crímenes relevantes, por lo que se prepara para ser transferido a un puesto más interesante en Sacramento. Scott muestra a su sustituto, David Sutton, la ciudad y se despide de su anciano amigo Amos Reed, quien posee un desagradable y agresivo dogo de Burdeos llamado Hooch que detesta a Scott, posteriormente los investigadores son llamados para descubrir 8.000 dólares en efectivo en la playa.
Esa noche Amos atestigua como Walter Boyett, el magnate local de productos marinos, hace matar a un empleado por robar un fajo de dinero en efectivo; por lo que Amos también es asesinado. Tras encontrar el cuerpo de Amos, Scott se ve obligado a tomar la custodia de Hooch, único testigo de su asesinato, por lo que intenta dejarlo con la nueva veterinaria de la ciudad, Emily Carson, quien insiste en que cuidar a Hooch será bueno para Scott.
La naturaleza ruidosa y destructiva de Hooch choca inmediatamente con el meticuloso estilo de vida de Scott. Al regresar de comprar comida para perros y descubrir que Hooch ha saqueado completamente su casa, Scott, furioso, echa a Hooch, solo para que el perro regrese acompañado de Camille, la collie de Emily. Scott lleva a Camille de regreso a la clínica veterinaria, donde Emily lo invita a entrar y pintan su casa juntos mientras la atracción comienza a florecer.
Al día siguiente, pasando frente a la celebración de una boda, Hooch reconoce al fotógrafo como el asesino de Amos y lo persigue. Aunque el hombre escapa, Scott lo identifica como Zack Gregory, un empleado de Boyett Seafood y ex marine con varios arrestos previos; coincidiendo con que la puñalada de Amos revela a un asesino con entrenamiento militar, esto, mas las constantes quejas de Amos sobre actividades sospechosas en la fábrica de Boyett llevan a Scott a sospechar que la compañía está contrabandeando drogas.
Al darse cuenta de que Hooch extraña a Amos y su antigua vida, Scott comienza a vincularse con el perro. Convence al jefe de policía Howard Hyde para que autorice una redada en la fábrica de Boyett Seafood, pero su búsqueda resulta vacía. Frustrado por este callejón sin salida, Scott se reúne con Emily y pasan la noche juntos; en un momento de inspiración, Scott deduce que Boyett Seafood no está importando productos ilegales, sino que de alguna manera exporta dinero ilícito.
Scott lleva a Hooch a vigilar la fábrica y David se une a ellos con los 8.000 dólares recuperados de la playa. Hooch sigue el olor de la bolsa de plástico con dinero, lo que los lleva a encontrar otra bolsa idéntica. Scott sigue a Zack Gregory hasta el motel Lazy Acres e interroga al empleado, pero Gregory lo captura. Le ordena a Scott que suba a su Cadillac Coupe de Ville, pero Scott choca el auto, impulsando a Gregory a través del parabrisas y lo interroga con la ayuda de Hooch.
Al regresar a la fábrica con Hooch, Scott se une inesperadamente al Jefe Hyde. Scott deduce que Hyde está involucrado en la operación de lavado de dinero de Boyett, ocultando las bolsas de dinero en efectivo dentro de los bloques de hielo que refrigeran los envíos de mariscos. Boyett tiende una emboscada a Scott y se produce un tiroteo donde Hooch somete a Boyett pero recibe un disparo. Hyde mata a Boyett y propone a Scott a ayudarlo a culpar a Boyett y compartir el negocio, pero Hooch logra arrastrarse hasta él morderlo; dando a Scott la oportunidad de apoderarse del arma y matar a Hyde. Scott lleva a Hooch a la clínica de Emily, pero a pesar de los esfuerzos el perro muere en sus brazos.
Algún tiempo después, Scott aun permanece en la ciudad, ahora como jefe de policía, con David como su investigador principal. Scott se ha casado con Emily, quien está embarazada y ahora cuida a Camille y su camada de cachorros, uno de los cuales se ve y actúa exactamente como Hooch.

## Reparto
| Personaje                | Actor original      | Actor de doblaje - México                  |
| ------------------------ | ------------------- | ------------------------------------------ |
| Detective Scott Turner   | Tom Hanks           | Jesús Barrero Carlos Segundo               |
| Hooch                    | Beasley             |                                            |
| Doctora Emily Carson     | Mare Winningham     | Ruth Toscano Claudia Garzón                |
| Jefe Howard Hyde         | Craig T. Nelson     | Carlos del Campo Jorge Santos              |
| Detective David Sutton   | Reginald VelJohnson | Francisco Colmenero Eduardo Fonseca        |
| Zack Gregory             | Scott Paulin        | Marcos Patiño                              |
| Walter Boyett            | J.C. Quinn          | Armando Réndiz Raúl Anaya                  |
| Amos Reed                | John McIntire       | César Árias                                |
| Harley McCabe            | Ebbe Roe Smith      | Alejandro Illescas† Armando Larumbe        |
| Jeff Foster              | Kevin Scannell      | Alfonso Ramírez Guillermo Romo             |
| Ferraday                 | Joel Bailey         | Daniel Abundis Andrés Gutiérrez Coto       |
| Katie                    | Mary McCusker       | Araceli de León† Fabiola Stevenson Aguirre |
| Jefe del Motel           | Ernie Lively        | Alejandro Villeli Roberto Alexander        |
| Kevin Williams           | Clyde Kusatsu       | Javier Rivero                              |
| Señora Kathy Harper      | Sharon Madden       | Rocío Prado Rocío Robledo                  |
| Mike Harper              | Daniel Ben Wilson   | Araceli de León† Cony Madera               |
| Mujer de control animal  | Madeleine Klein     | Araceli de León† Cony Madera               |
| Hombre de control animal | Jules Sylvester     | Benjamín Rivera Humberto Solórzano         |
| Ernie                    | David Knell         | José Gilberto Vilchis Enzo Fortuny         |
| Casey                    | Nick Dimitri        | Ricardo Mendoza Javier Pontón              |